# Rock Swings
Rock Swings è un album di cover di Paul Anka, pubblicato nel 2005.

## Tracce
1. It's My Life (Bon Jovi)
2. True (Spandau Ballet)
3. Eye of the Tiger (Survivor)
4. Everybody Hurts (R.E.M.)
5. Wonderwall (Oasis)
6. Black Hole Sun (Soundgarden)
7. It's a Sin (Pet Shop Boys)
8. Jump (Van Halen)
9. Smells Like Teen Spirit (Nirvana)
10. Hello (Lionel Richie)
11. Eyes Without a Face (Billy Idol)
12. The Lovecats (The Cure)
13. The Way You Make Me Feel (Michael Jackson)
14. Tears in Heaven (Eric Clapton)